# Shahrestān di Meshgin Shahr
Lo shahrestān di Meshgin Shahr (farsi شهرستان مشگين شهر) è uno dei 10 shahrestān della provincia di Ardabil, in Iran. Il capoluogo è Meshgin Shahr. Lo shahrestān è suddiviso in 4 circoscrizioni (bakhsh): 
- Centrale (بخش مرکزی)
- Arshagh (بخش ارشق), con capoluogo Razi.
- Meshghin Sharghi (بخش مشکین شرقی), con capoluogo Lahrud.
- Moradloo (بخش مرادلو)